# Gammelgårdssjön (Stora Skedvi socken, Dalarna)
Gammelgårdssjön var en sjö, nu våtmark, Bobygden i Säters kommun i Dalarna och ingår i Dalälvens huvudavrinningsområde.